# 思念的碎片
《思念的碎片》（日语：想いのかけら）是由GAINAX子公司—福島GAINAX（即現今Gaina，與GAINAX無業務關係）所製作的短篇電视動畫。為日本放送協會「東日本大地震重建支援活動」的一部分。
该片設有2分鐘、5分鐘和25分鐘版本。2分鐘版本於2015年11月27日在NHK綜合頻道播放，5分鐘版本於2016年2月11日播出，25分鐘版本在2016年3月24日於日本東北地區播放，於4月18日在其他地区播出。

## 登場人物
佐藤陽菜（さとう ひな）
聲優 - 安野希世乃
一名居住在東北漁村臨時住宅中的13歲國中女生，與父親兩人生活，母親在震災中罹難。
從小便開始上花式滑冰課程。「早上起床時要是能變成羽生君就好了。這樣的話連四回轉（跳躍）都能辦到喔」，抱著這樣的想法，每天努力練習滑冰。
親友道留稱她為「陽菜啾」，滑冰教室的夥伴則叫她「陽菜醬」等。
擔任配音的安野出身自宮城縣，這是她繼若手アニメーター育成プロジェクト的《キズナ一撃》後再次擔任主角角色。
陽菜的父親
聲 - 星野充昭
與陽菜一同生活在臨時住宅的父親。震災前便以漁業維生，震災後也勉力維持漁夫工作。為了自己成長的家鄉復興盡心盡力，卻也在無人知曉之處為其極限所苦惱。對於逐漸成長、說出「（成為花式滑冰代表選手後從東北）想去都市發展」的陽菜，既感到欣慰，也感到一絲寂寞。
陽菜的母親
聲 - 荒川美穂
曾是個總是溫柔守護著有些冒失的陽菜的母親，但在震災中不幸過世。如今仍在陽菜心中默默支持她。僅於回憶場景中登場。
擔任配音的荒川出身自宮城縣仙台市。
木村道留
聲 - 佐々木李子
僅登場於25分鐘版本。陽菜小學時期的同學與摯友。四口之家，除了父親外還有母親與弟弟。短髮、身形略高於陽菜，外型偏中性風格的國中女生。
因臨時住宅的分配地點與陽菜相距遙遠，中學學區分開，不得不分離。其父親為轉職從事陸上工作而結束漁夫生涯，將搬離當地。
陽菜稱她為「道醬」。雖然在配音表記中未顯示姓氏，但於25分鐘版本正片中，其父名為「木村公平」。
擔任配音的佐佐木出身於秋田縣秋田市，本作為她作為聲優的出道作品，並同時負責片尾主題曲的演唱。
教練
聲 - 中根久美子
陽菜所就讀的花式滑冰教室的指導老師。頭髮短剪，是位成熟女性。
擔任配音的中根出身自福島縣。
麗奈
聲 - 福沙奈惠
陽菜所就讀滑冰教室的夥伴。雙辮髮型，佩戴大蝴蝶結，穿著略為鬆散的制服，比陽菜身高略高的女孩。制服樣式與陽菜不同，應為就讀不同學校。她屬於「與羽生君一起滑而非想變成他」的一派。
千咲
聲 - 伊藤はるか
陽菜所就讀滑冰教室的夥伴。頭頂綁著丸子頭，比陽菜稍高的女孩，經常穿著運動服。她同樣屬於「想與羽生君一起滑」的一派。
杏子
聲 - 小野寺瑠奈
陽菜所就讀滑冰教室的夥伴。短髮、細絲帶制服、比陽菜矮小且配戴眼鏡的眼鏡娘。制服與陽菜不同，應為就讀不同學校。屬於「想變成羽生君去嘗試四回轉跳」的一派。

## 電視動畫

### 播出時間
- 2分版
  - 2015年11月27日播出[1]。
- 5分版
  - 2016年3月22日播出[2]。

- 25分版
  - 2016年3月24日於日本東北地區先行播出。
  - 2016年4月18日於其他地區播出。

### 製作人員

#### 2分鐘版本
- 總監督・腳本 - 淺尾芳宣
- 故事・演出 - 佐伯昭志
- 人物設計・作畫監督 - 梅下麻奈未
- 美術監督 - 佐藤貴雄、池内翔
- 色彩設計 - のぼりはるこ
- 攝影監督 - 口羽毅
- 3DCG - 村瀬明宏、川尻將由、海瀬大
- 編集 - 佐藤貴雄
- 音響監督 - 小泉紀介
- 音樂 - 岡崎體育
- 動畫製作人 - 清原良太
- 動畫制作 - 福島GAINAX

### 25分鐘版本
- 草本 - 生駒
- 監督・腳本・故事・演出 - 佐伯昭志
- 人物設計・作畫監督 - 梅下麻奈未
- 原畫 - 南方麻奈、池森繪美、中山見都美、秋葉徹、大村將司、皆川愛香利、西願宏子、諸貫哲朗、木村智、木野下澄江、榎本花子、古家櫻子、中塚憲人、廣澤遙、小玉歩、月田文律、橋口裕
- 動畫 - 大湊良蔵、髙木祐紀
- 色彩設計 - 晴子登
- 色指定検査 - 長谷川美穂
- 美術監督 - 平間由香
- 美術 - 若林里紗、菊地明子、鶴町美帆、松本浩樹、高須賀真二、藤井香織
- CG - 村瀬明宏、石上大樹、川尻將由、所正泰、海瀬大、小宮智彦
- 攝影監督 - 口羽毅
- 攝影 - 中村雄太、大山佳久、伊藤遼
- 編集 - 佐藤貴雄
- 音楽 - 岡崎体育
- 音響監督 - 小泉紀介
- 錄音 - 山田均
- 效果 - 稻田祐介
- 製片人 - 相馬和弘
- 動畫製作 - 浅尾芳宣
- 動畫製作負責 - 高橋佑一
- 動畫 - 福島GAINAX
- 製作 - NHK企業
- 製作和版權 - NHK

## 主題曲
片尾曲『思念的碎片』(想いのかけら)
作詞・作曲 - 伊橋成哉 / 編曲 - KAY /歌 - 佐佐木李子

## 外部連結
- 思念的碎片 官方網站 （页面存档备份，存于）（日語）